# Cordoeaniersstraat
De Cordoeaniersstraat is een straat in Brugge.

## Beschrijving
De oudste vermelding van deze straat is te vinden in een document van 1305: de Cardewanierstraete.
Cordouaniers waren bewerkers van Corduaans leder. Dit leder werd gemaakt van geiten- of bokkenvellen, en kreeg de naam van de stad die er zich mee bekend had gemaakt, Córdoba. Het ging om fijn glanzig leder met gladkorrelige oppervlakte, die vaak werd gebruikt voor de versiering van kamerwanden in huizen van stand.
De naam cordouaniers evolueerde in het Frans tot cordonnier of schoenmaker.
De naam kwam er in Brugge ongetwijfeld omdat verschillende lederbewerkers in die straat gevestigd waren.
Op de hoek van de Philipstock- en de Cordoenariersstraat was er een huis genaamd Den Bijter. Er werd vaak gewag gemaakt van 'Up Den Byter' of 'Bachten Den Byter', wat dan wees naar dit huis en de er achter gelegen straat.
De straat loopt van de Philipstockstraat tot aan de Ieperstraat, waar ze in winkelhaak doorloopt tot aan de Wapenmakersstraat en het Sint-Jansplein.

## Literatuur

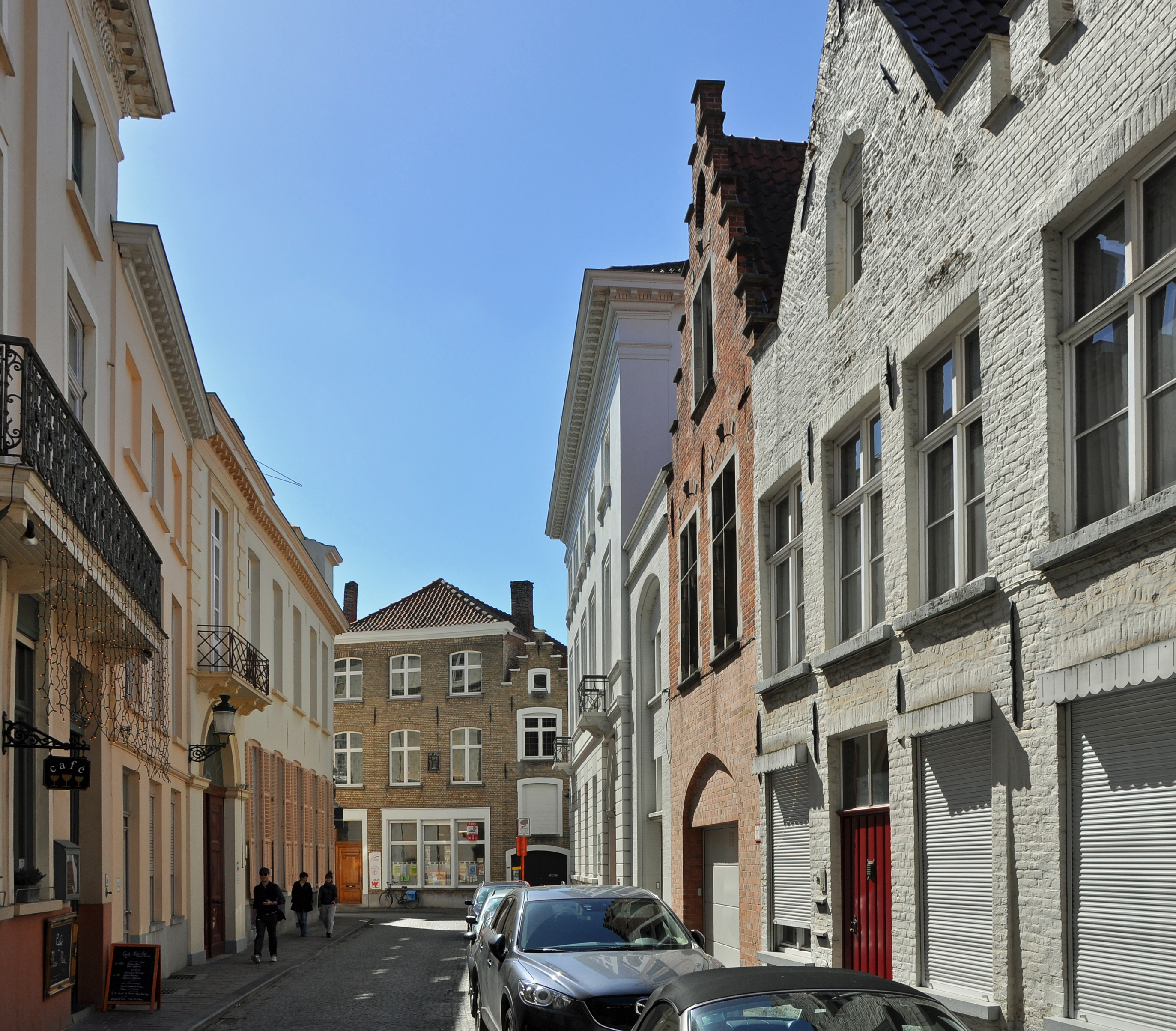
De Cordoeaniersstraat, gezien vanaf het Sint-Jansplein
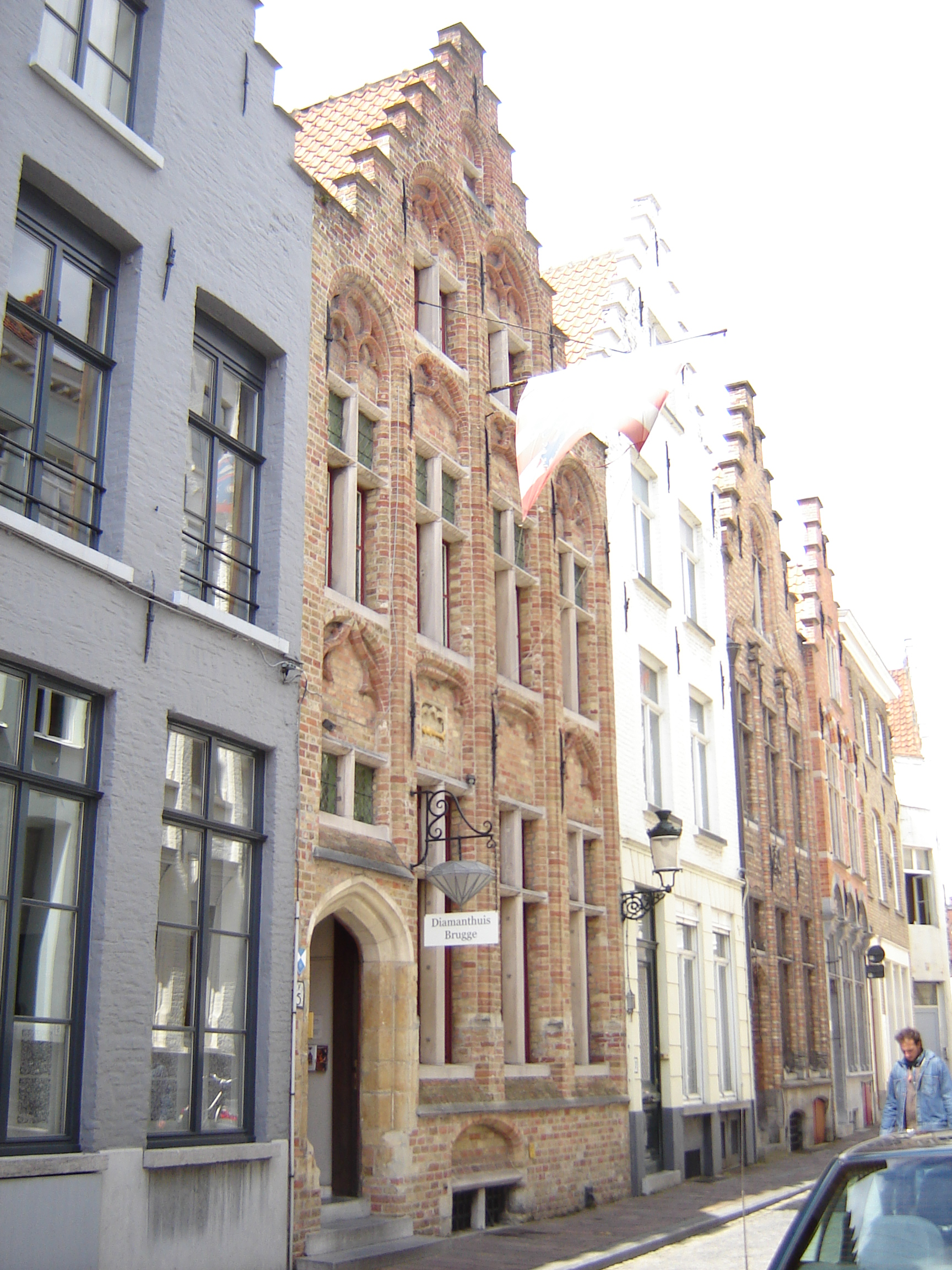
Huis "De Steur", in de 20-21ste eeuw "Diamanthuis Brugge", in de Cordoeaniersstraat.
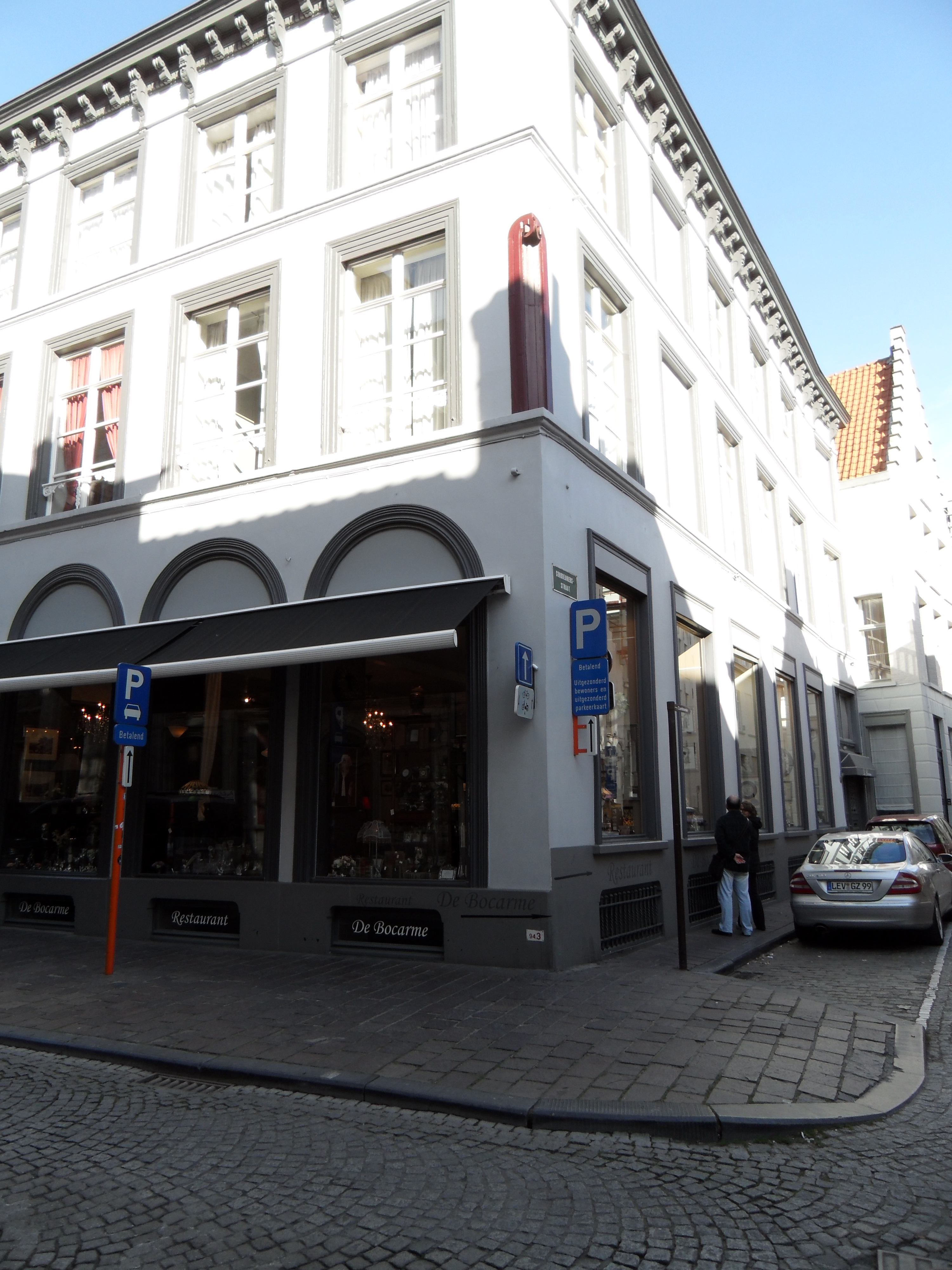
'Den Bijter' is een huis dat op de plek stond waar nu dit 18de-19de-eeuwse gebouw staat, met 13de-eeuwse kelder. Men had het vaak over 'Achter Den Byter, waarmee de Cordoeaniersstraat bedoeld werd.